# Asus Tinker Board
ASUS Tinker Board — одноплатний комп'ютер, випущений компанією ASUS на початку 2017 року. Його порти та GPIO виходи розташовані аналогічно до відповідних компонентів Raspberry Pi другого та старших поколінь, що дає змогу використовувати ті самі корпуси, дисплеї, що й для RPi. Плата підтримує відео 4К, має 2 Гб оперативної пам'яті, гігабітний інтернет і процесор Rockchip RK3288, який працює на частоті 1,8 ГГц

## Історія створення
Намір компанії ASUS випустити одноплатний комп'ютер з'явився після виставки CES 2017 on SlideShare. Asus планувала випустити плату наприкінці лютого 2017 року, але британський постачальник порушив ембарго і почав рекламу та продаж плати з 13 лютого, ще до того як відділ маркетингу ASUS був готовий до початку продаж. Згодом ASUS змінив дату випуску й початок продажу на сторінці Amazon змінився на 13 березня 2017 р., але пізніше вся сторінка плати на сайті магазину була повністю вилучена. Однак, станом на 24 березня 2017, Тінкер-борд знову стала доступною на Amazon. ASUS запевнила вебсайти рецензентів, що плата на той час уже перебувала у повному виробництві.

## Тест продуктивності
Тести продуктивності показали, що продуктивність Тінкер-борду приблизно вдвічі перевищує продуктивність Raspberry Pi 3 в 32-бітному режимі. Оскільки Raspberry Pi Foundation поки що не випустила 64-бітну операційну систему для Pi 3, то відповідної 64-бітної Pi 3 з порівняною потужністю не існує.
Продуктивність бездротової мережі (WLAN) низька лише на швидкості 30 Мбіт/с, а гігабітний Ethernet забезпечує повну пропускну здатність 950 Мбіт/с. Тест mbw показав, що ОЗП Тінкер-борду продуктивніша на 25 % у порівнянні з Raspberry Pi 3. Швидкість буферизованного читання SD-карти (microSD) приблизно вдвічі вища за швидкість читання карти у RPi 3 (37 Мбіт/с Тінкер-борду у порівнянні з 18 Мбіт/с RPi 3). Завдяки інтерфейсу SDER 3.0 Tinker Board швидкість читання кеш-пам'яті може сягати 770 Мбіт/с..

## Базова комплектація
- 1 х Tinker Board/2G
- 1 x радіатор

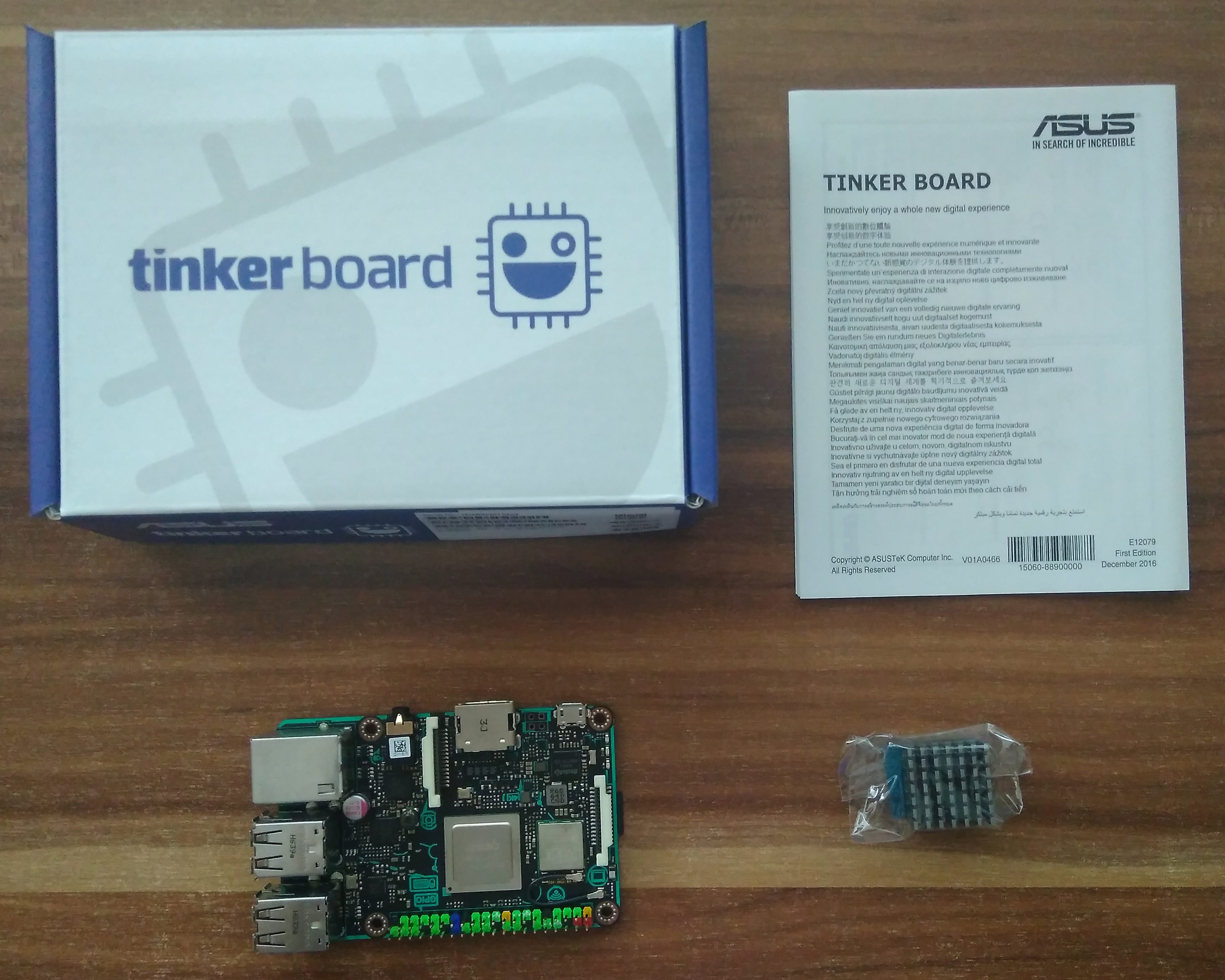
Комплектація Asus Tinker Board

- Інструкція з описом плати, вказівками для початку роботи та правилами використання[9]

## Використання Тінкер-борду як мікроконтролера
Хоча Тінкер-борд є мінікомп'ютером, його область використання ширша, ніж мікроконтролерів типу Arduino. Тінкер можна також використовувати як контро́лер різних пристроїв та датчиків, що дає змогу створити велику кількість проектів на базі цієї плати:
1. Вітрова станція
2. Система відеоспостереження
3. Джойстик
4. Портативна цифрова бібліотека
5. Фотоапарат
6. Інтернет-радіостанція
7. Саморобне Amazon Echo[en]
8. Ігрова станція
9. Смарт-годувальниця для кота
10. Розумний дім
11. Сонячна електростанція[10][11][12].

## Специфікації
| Модель               | Tinker Board | Tinker Board S |
| Дата випуску         | квітень 2017 | січень 2018 |
| Система на кристалі  | Rockchip RK3288 | Rockchip RK3288 |
| Архітектура          | ARMv7-A (32-бітна) | ARMv7-A (32-бітна) |
| Центральний процесор | Rockchip RK3288 (4ядра 1.8 ГГц ARM Cortex-A17, тактова частота до 2.6 ГГц, 32-біт) | Rockchip RK3288 (4ядра 1.8 ГГц ARM Cortex-A17, тактова частота до 2.6 ГГц, 32-біт) |
| Графічний процесор   | 600 МГц Mali-T760 MP4 GPU | 600 МГц Mali-T760 MP4 GPU |
| Оперативна пам'ять   | 2 Гб 2-канальної LPDDR3 | 2 Гб 2-канальної LPDDR3 |
| Диск                 | змінна MicroSD карта (підтримка SD 3.0) | 16GB eMMC + змінна MicroSD карта (підтримка SD 3.0) |
| Відео-вихід          | повнорозмірний HDMI 1.4, MIPI-DSI (підтримує дисплеї Raspberry Pi 7" та інші) | повнорозмірний HDMI 1.4 (додана підтримка CEC), MIPI-DSI (підтримує дисплеї Raspberry Pi 7" та інші) |
| Відео-вхід           | MIPI-CSI камера | MIPI-CSI камера |
| Аудіо                | RTL ALC4040 HD CODEC, Відтворення: 24біт/192кГц, Запис: 24біт/96кГц 3,5 мм аудіо-вхід (підтримка лінійного виходу з мікрофоном) | RTL ALC4040 HD CODEC, Відтворення: 24біт/192кГц, Запис: 24біт/96кГц 3,5 мм audio jack (підтримка лінійного виходу з мікрофоном, виявлення плагіна та автоматичний перемикач) |
| Інші входи/виходи    | 40 пінів серед яких: - up to 28 x GPIO пінів - up to 2 x SPI шина - up to 2 x I2C шина - up to 4 x UART - up to 2 x PWM - up to 1 x PCM/I2S - 2 x 5V пінів живлення - 2 x 3.3V пінів живлення - 8 x пінів заземлення 1 x 2 контактних пінів : - 1 x PWM - 1 x S/PDIF | 40 пінів серед яких: - up to 28 x GPIO пінів - up to 2 x SPI шина - up to 2 x I2C шина - up to 4 x UART - up to 2 x PWM - up to 1 x PCM/I2S (вдосконалений I2S пін з режимом Slave) - 2 x 5V пінів живлення - 2 x 3.3V пінів живлення - 8 x пінів заземлення 1 x 2 контактних пінів : - 1 x PWM - 1 x S/PDIF 1 x 2-пін Power-on Header |
| USB                  | 4 x USB 2.0 порти | 4 x USB 2.0 порти |
| Мережа               | Гігабітна LAN (розділена з шиною USB) | Гігабітна LAN (розділена з шиною USB) |
| Wi-Fi                | Bluetooth V4.0 + EDR, 802.11 b/g/n Wi-Fi, з IPEX антеною | Bluetooth V4.0 + EDR, 802.11 b/g/n Wi-Fi, з IPEX антеною |
| Живлення             | Micro-USB; відповідно до Micro-USB обмежень живлення, що підключаються до GPIO | Micro-USB; відповідно до Micro-USB обмежень живлення, що підключаються до GPIO |
| Розміри              | 8,55 x 5,4 см | 8,55 x 5,4 см |
| Вага                 | 55 г | 55 г |
| Операційні системи   | TinkerOS (дистрибутив Debian Linux) та Android 6 | TinkerOS (дистрибутив Debian Linux) та Android 6 |
| Web-сторінка         | https://www.asus.com/Single-board-Computer/TINKER-BOARD/ [Архівовано 29 січня 2018 у Wayback Machine.] | https://www.asus.com/Single-Board-Computer/Tinker-Board-S/ [Архівовано 29 січня 2018 у Wayback Machine.] |
| Примітки             | Специфікації, які були надані компанією Asus | |